# Kanton Villeparisis
Kanton Villeparisis (fr. Canton de Villeparisis) je francouzský kanton v departementu Seine-et-Marne v regionu Île-de-France. Tvoří ho šest obcí. Kanton vznikl v roce 2015.

## Obce kantonu
- Brou-sur-Chantereine
- Courtry
- Le Pin
- Vaires-sur-Marne
- Villeparisis
- Villevaudé